# Eli Zborowski
Eli Zborowski (ur. 20 września 1925 w Żarkach, w ówczesnym województwie kieleckim, zm. 10 września 2012 w Queens, Nowy Jork, USA) – żydowski działacz pochodzący z Polski. Prezes Międzynarodowego Towarzystwa Jad Waszem i wiceprezes Światowej Federacji Żydów Polskich.

## Życiorys
Eli Zborowski urodził się jako pierwsze dziecko Moshego Zborowskiego, handlarza skórami. Ukończył gimnazjum żydowskie w Częstochowie. Podczas II wojny światowej Zborowski wraz z całą rodziną został uwięziony w getcie częstochowskim, z którego wkrótce udało mu się zbiec, dzięki fałszywym dokumentom. Po ucieczce ukrywał się u rodziny Płaczków, a następnie u rodziny Kołacz, u których doczekali do zakończenia wojny. Był łącznikiem żydowskiego podziemia, kursował między Żarkami, Częstochową, Radomskiem i Pilicą.
Wojnę przeżyli: matka, siostra, młodszy brat i rodzina wujka Zborowskiego. Po zakończeniu wojny wyemigrował z Polski, a w 1952 roku przeprowadził się wraz z żoną Dianą do Nowego Jorku. W ostatnich latach przed śmiercią regularnie odwiedzał swoje rodzinne miasto – Żarki.
Eli Zborowski był prezesem Międzynarodowego Towarzystwa Jad Waszem i wiceprezesem Światowej Federacji Żydów Polskich. Przez wiele lat często spotykał się z Janem Pawłem II.